# N-甲基-N-苄基亚硝胺
N-甲基-N-苄基亚硝胺是一种有机化合物，化学式为C8H10N2O，具有急性毒性和致癌性（cat. 1B）。它可由N-甲基苄胺和亚硝酸钠在酸性溶液中反应，或在乙腈/水中进行电化学反应得到。它在四氯化钛/硼氢化钠体系中可以被还原为N-甲基苄胺。它可以被过氧化氢氧化为N-甲基-N-硝基苄胺。